# 金多娟
金多娟（：／ Kim Da-Yeon；2003年03月02日—），韓國女歌手。2021年參加韓國女團選秀節目《Girls Planet 999》，最終以第四名的成績成為限定女子團體Kep1er成員。2022年1月3日，Kep1er正式出道活動，官方定位是主舞、主饒舌。

## 經歷
2006年，3岁時，出演KBS 2TV戲劇《傳聞中的七公主》，客串出演朴海鎮和李泰蘭的雙胞胎的女兒。

### 參與《PRODUCE 48》時期
2018年，以CNC練習生身份，參加Mnet選秀節目《PRODUCE 48》，在第一次綜合評價排名結果以第70名被淘汰。
2018年12月26日，成為STARDIUM(스타디움)練習生。

### 參與《Girls Planet 999》時期
2021年，參演韓國大型女團選秀節目《Girls Planet 999》，最終以得票分數885,286票排名第四，成為期間限定女子組合Kep1er出道的9名成員其中一員，官方定位是主舞、主饒舌、領唱。
| 順位（粗體為順位儀式結果） |                     |                         |                         |          |                           |            |                     |
| 主題曲排名                 | 第二集 (初評級舞台) | 第五集 (第一次排名儀式) | 第八集 (第二次排名儀式) | 第九集   | 第十一集 (第三次排名儀式) | 決賽前速報 | 第十二集 (最終排名) |
| K01                        | P1 (K01)            | K07                     | K03                     | P2 (K01) | P2 (K01)                  | P3 (K03)   | P4 (K04)            |

### Kep1er時期
2021年12月23日，成員金采炫、金多娟、徐永恩於MUPLY(뮤플리)頻道聖誕特別影音翻唱太妍〈This Christmas〉。
2022年1月3日，發行首張迷你專輯《FIRST IMPACT》，正式以Kep1er的成員活動，官方定位是主領舞、主饒舌、領唱。

## 音樂作品

#### 其他單曲
| 發行日期      | 歌曲名稱 | 專輯名稱   | 歌手/企劃               | 備註                   |
| ------------- | -------- | ---------- | ----------------------- | ---------------------- |
| 2022年5月13日 | Purr     | Queendom 2 | 케비지 (VIVIZ & Kep1er) | 沈小婷、金多娟、江崎光 |

## 影音作品

### 唱歌影音
| 日期     | 歌名           | 原唱/版本 | 影音        | 演唱者                 | 備註   |
| 2021年   |                |           |             |                        |        |
| 12月23日 | This Christmas | 太妍      | Vocal Cover | 金采炫、金多娟、徐永恩 | [ 25 ] |

## 影視作品

### 主持
| 年份   | 播出日期 | 頻道    | 節目名稱     | 備註   |
| 2022年 | 2月22日  | SBS MTV | 《THE SHOW》 | 特別MC |

### 綜藝節目
| 年份   | 播放日期        | 電視台 | 節目名稱         | 備註 |
| 2018年 | 6月15日-7月13日 | Mnet   | PRODUCE 48       |      |
| 2021年 | 8月6日-10月22日 | Mnet   | Girls Planet 999 |      |

### 戲劇
| 年份   | 頻道 | 電視劇         | 角色                       | 備註 |
| 2006年 | MBC  | 傳聞中的七公主 | 羅雪七和延河男的雙胞胎女兒 | 客串 |

## 外部連結
- Kep1er的官方網站 （页面存档备份，存于）
- Kep1er的Daum Cafe （页面存档备份，存于）
- Kep1er的X（前Twitter）
- Kep1er的Instagram帳戶
- Kep1er的Facebook專頁
- Kep1er的V LIVE頻道 （页面存档备份，存于）
- Kep1er的TikTok
- YouTube上的Kep1er頻道
- 金多娟的Instagram的帐户